# VHF omnidirectional range
VHF omnidirectional range, forkortet VOR, er et radiobaseret navigationssystem der har været brugt i luftfartens tjeneste siden midten af det 20. århundrede: Det består af et antal radiofyr på landjorden der udsender specielle radiosignaler, samt modtagerudstyr i de enkelte flyvemaskiner. Det modtagne signal fra et VOR-radiofyr varierer alt efter hvilken kompasretning modtageren befinder sig i i forhold til radiofyret, og denne information afkodes af flyvemaskinernes modtagerudstyr og præsenteres for piloten.

## Sådan virker VOR
VOR-systemet har fået tildelt et antal "radiokanaler"; bestemte frekvenser i intervallet fra 108,00 til 117,95 MHz. En VOR-sender har en fast frekvens og en unik bogstavkode der identificerer den — begge dele er trykt på dels de kort som luftfarten bruger, dels i lister som de enkelte landes luftfartsmyndigheder udgiver.

### Billedligt forklaret
Man kan sammenligne et VOR-radiofyr med et af de fyr med lys som kendes fra skibsfarten; fyret har i dette tilfælde en roterende lampe, samt et blinklys hvis korte glimt kan ses fra alle retninger. Der kommer ét glimt for hver gang den roterende lampe har fuldført én omdrejning, og altid lige netop i det øjeblik den roterende lampes stråler peger direkte mod magnetisk nord — ikke mod geografisk nord.
Alle der kan se dette fyr, kan bestemme hvilken kompasretning de befinder sig på i forhold til fyret, ved at undersøge fasevinklen mellem glimtene fra blinklyset, og den fejende stråle fra den roterende lampe. For eksempel:
- En observatør stik nord for fyret vil se lysglimtet samtidig med at den roterende lampes stråler fejer forbi ham/hende.
- En observatør der befinder sig nordøst eller øst for fyret, vil først se glimtet fra blinklyset, og øjeblikket efter den roterende lampe — herefter går der en kort stund, indtil det gentager sig.
- En observatør vest eller nordvest for fyret ser først den fejende stråle, og umiddelbart derefter lysglimtet.
- Fra en position stik syd for fyret ses skiftevis lysglimtet og den fejende stråle, hele tiden med lige lange "pauser" mellem blinklyset og det roterende lys.

Generelt skal en observatør finde ud af hvor stor en brøkdel tiden fra glimtet til den roterende stråle udgør af tiden mellem to glimt — retningen, eller kursen, fra fyret til observatøren er lig med den samme brøkdel af kompasrosens 360 grader.

### Teknisk
VOR-radiofyr virker på samme måde som ovenstående lysfyr, blot med radiobølger i stedet for med lys. Hvert radiofyr udsender et signal der indeholder to toner, begge på 30 Hz:
- Den ene tone er amplitudemoduleret direkte på radiofyrets tildelte VHF-sendefrekvens; det svarer til det roterende lys i analogien med lys-fyret ovenfor.
- Oven i denne tone ligger en høj tone på 9,96 kHz; det er en slags "ekstra bærebølge" som indeholder anden 30 Hz-tone; referencesignalet, svarende til blinklyset der kunne ses fra alle retninger i analogien ovenfor. Dette referencesignal er frekvensmoduleret med en modulationsdybde på indtil 480 Hz på 9,96-kHz-bæresignalet.

De 30 Hz svarer til at lysfyret fra analogien glimtede 30 gange i sekundet, så flyvemaskinens VOR-modtagerudstyr kan altså måle retningen til radiofyret 30 gange hvert sekund.
Oven i disse signaler sendes også et morsesignal, som med tonestød på 1020 Hz angiver VOR-radiofyrets identitetsbogstaver ved hjælp af morsealfabetet.

## Anvendelse
I praksis er modtagerudstyret i flyvemaskinerne indrettet sådan, at man "på forhånd" vælger en såkaldt radial; en bestemt kompasretning direkte ind imod eller væk fra et bestemt VOR-radiofyr. På et kort kan man altså indtegne flyveruten som en streg igennem VOR-fyrets position, og ud i en retning der svarer til den valgte kompasretning. I cockpittet indstilles den valgte kurs på en knap kaldet OBS, eller "Omni Bearing Selector", og en såkaldt navigationsradio indstilles på VOR-radiofyrets sendefrekvens. Elektronikken i radioen skiller desuden morsesignalerne ud fra de øvrige signaler, så piloten kan lytte på morsekoden med VOR-fyrets identitetsbogstaver og sikre sig at det er det tilsigtede radiofyr der modtages.
Herefter angiver en viser på et instrument, om flyet befinder sig til højre eller venstre for den valgte kurs, og ved at "rette ind" efter denne viser, sikrer piloten sig at flyet bliver på den udstukne kurs — dette kaldes for at flyve en radial.
Hvis man bruger modtagerudstyret på flere forskellige VOR-radiofyr indenfor rækkevidde, kan man ved hjælp af krydspejling fastslå sin position, f.eks. for at kunne dreje fra én radial til en anden på det rette tidspunkt.

### Begrænsninger i anvendelsen
De VHF-radiobølger som VOR-systemet anvender, "opfører" sig omtrent som lysstråler; er der for eksempel høje bjerge mellem sender og modtager, afbrydes signalet. På grund af dette samt Jordens krumme overflade er der grænser for hvor langt fra et VOR-fly signalet kan anvendes.
Signalet fra et VOR-radiofyr sendes fortrinsvis vandret ud fra fyret, ud mod horisonten. Af den grund findes der et kegleformet område lige oven over et VOR-radiofyr hvor signalet ikke kan bruges, og modtagerinstrumentet i flyvemaskinerne "svigter" i nogle få sekunder.

## Afstandsmåling
Visse VOR-radiofyr er udrustet med såkaldt DME, eller Distance Measuring Equipment, som ved at udveksle radiosignaler med flyvemaskinens elektronik og måle svartiderne måler afstanden i lige linje mellem radiofyret og flyvemaskinen.

Ved flyvning i lav højde eller i stor afstand fra radiofyret er denne afstand stort set lig med afstanden målt over terrænet, og ud fra retnings- og afstandsinformationen kan man således fastslå sin position på kortet ud fra ét enkelt VOR-radiofyr.

### Militære og civile VOR-radiofyr
Et VOR-radiofyr med DME kaldes en VOR-DME hvis den drives af en civil luftfartsorganisation. Militæret benytter en mere præcis "udgave" af arrangementet med en VOR med DME, kaldet TACAN. I nogle tilfælde er en civil VOR-DME opstillet samme sted som en militær TACAN, og her er DME, "afstandsmåler-delen", fælles for VOR-DME'en og TACAN'en; sådan en sammenstilling kaldes en VORTAC.

## Instrumentlandingssystem
Det instrumentlandingssystem som typisk benyttes i større lufthavne bygger på den samme teknik som VOR-systemet, og frekvenserne for instrumentlandingssystemer ligger også i det samme frekvensområde (108,00–117,95 MHz) som "almindelige" VOR-radiofyr.
I den fjerne ende af en landingsbane med instrumentlandingssystem findes en speciel slags "VOR"-radiofyr der giver de landende flyvemaskiner en radial der nøje følger banens midterlinje. I den nærmeste ende af banen findes et andet særligt VOR-radiofyr der er "lagt ned", så dets ene radial beskriver den ideelle indflyvningsvinkel ned mod banen.